# Remain
Remain är den svenska singer-songwritern José González andra EP, släppt 2003.

## Låtlista
Om inte annat anges är låtarna skrivna av José González.
1. "Remain" – 3:46
2. "Lovestain" – 2:18
3. "Love Will Tear Us Apart" (Joy Division) – 3:04
4. "Suggestions" – 2:39